# Zekrom
Zekrom is een legendarische Pokémon die alleen kan worden gevangen in het spel Pokémon White. Deze Pokémon maakt deel uit van de vijfde generatie Pokémon. Zekroms normale versie (dus niet shiny) is bijna helemaal zwart. De shiny vorm van Zekrom is lichtzwart, maar het spel is zo geprogrammeerd dat je geen shiny vorm kan tegenkomen. De geschiedenis van de Unova regio zegt dat Reshiram uit een en dezelfde draak is ontstaan als Zekrom. Zekrom is als hij rust een steen. Die steen heet Dark Stone.
In de Unova-dex heeft Zekrom nummer 150. In de National Dex is dat nummer 664.
Zekrom is alleen te vangen in White, op dezelfde manier als dat Reshiram te vangen is in Black. Zekrom wordt opgeroepen door Team Plasma. Om het spel verder te kunnen spelen moet Zekrom gevangen worden. Zijn belangrijkste aanval is Fusion Bolt. Deze aanval kan hij al op het moment dat hij gevangen wordt. Verder heeft Reshiram ook een erg belangrijke aanval die Fusion Flare heet. Deze aanvallen zijn het sterkst als ze gelijktijdig worden gebruikt.
Zekrom zit samen met Reshiram en Victini in de veertiende Pokémonfilm, Victini en de Zwarte Held Zekrom & Victini en de Witte Held Reshiram.